# Parmaturus pilosus
Parmaturus pilosus és una espècie de peix de la família dels esciliorrínids i de l'ordre dels carcariniformes.

## Morfologia
- Els mascles poden assolir 64 cm de longitud total.[1][2]

## Reproducció
És ovípar.

## Hàbitat
És un peix marí que viu fins als 786 m de fondària.

## Distribució geogràfica
Es troba a la Xina i el Japó.

## Observacions
El seu fetge té una alta concentració d'esqualè.